# Paul Émile Giraud
Pour les articles homonymes, voir Giraud.
Paul Émile Giraud, né le 27 novembre 1792 à Romans-sur-Isère (Drôme) et mort le 30 septembre 1883 à Beaumont-Monteux (Drôme), est un homme politique français.

## Biographie
Paul Émile Giraud naît le 27 novembre 1792 à Romans, dans la Drôme. Il est le fils de Gérard Paul Giraud, négociant et officier municipal, et de son épouse, Sophie Claudine Pierrette Jacquier. 
Maire de Romans-sur-Isère entre 1830 et 1835, conseiller général, Paul Émile Giraud est député de la Drôme de 1831 à 1846, siégeant dans la majorité soutenant les ministères de la Monarchie de Juillet. 
Ayant échoué à être réélu député en 1846, il s'occupe après son retrait de la vie politique d'histoire et d'archéologie locale.
Il décède le 30 septembre 1883 à Beaumont-Monteux.

## Distinctions
- Chevalier de la Légion d'honneur (décret du 8 mai 1835)[4]

## Écrits
- Essai historique sur l’Abbaye de Saint-Barnard et sur la ville de Romans, 5 volumes

## Sources
- « Paul Émile Giraud », dans Adolphe Robert et Gaston Cougny, Dictionnaire des parlementaires français, Edgar Bourloton, 1889-1891 [détail de l’édition]